# Gómez Rodríguez de Manzanedo
Gómez Rodríguez de Manzanedo  también llamado Gómez Ruiz de Manzanedo y Gómez Ruiz Girón, (m. c. 1278) fue un ricohombre palentino, miembro de la Casa de Girón.

## Familia
Era hijo de Rodrigo Rodríguez Girón y de su esposa Inés Pérez. Igual que su padre, fue señor del honor de Madrid tal como aparece en varios documentos, desde septiembre de 1249, en el que confirma como señor en la honor de Madrid Gomez Royz Giron o Gomez Royz de Manzanedo, hasta octubre de 1272. Acompañó al rey Fernando el Santo en la conquista de Sevilla como capitán de las huestes de Madrid.
Fue un gran benefactor del monasterio de Santa María de la Vega fundado por sus padres. Cuando ellos fallecieron, aún no se habían terminado de edificar la iglesia, el claustro y la sala capitular. Gómez realizó varias donaciones al monasterio para que se completaran las obras. Otorgó dos testamentos, el primero en 1275 y el segundo en 1278. En el primero, donó al monasterio todas sus propiedades en Lerones, Santa María y Celadilla. Menciona a su padre, a sus hijos, a su hermana Mencía de quien había heredado y manda 200 maravedís para el monasterio de Perales donde estaba enterrada su madre. También menciona a sus sobrinos Leonor y Alfonso Téllez. En su segundo testamento, detalla sus deudas y pide a sus testamentarios, el infante Sancho, el obispo de Palencia, su sobrino Pedro Álvarez, el abad del monasterio y el guardián de Carrión que liquiden sus deudas y cumplan su testamento.
No se conoce la fecha exacta de su defunción, pero debió de ser poco después de otorgar su segundo testamento en 1278. 

## Matrimonio y descendencia
Contrajo matrimonio con Mencía Pérez. No está documentada la filiación de Mencía, pero tuvo por lo menos dos hermanas, Urraca, abadesa en el monasterio de Santa María la Real de Vileña, y Aldonza Pérez. En un documento del monasterio de Vileña datado el 20 de abril de 1338 el «Privilegio y confirmación de el rey Don Alonso que contiene el testamento e dotación que doña Urraca Pérez hizo a este monasterio de los derechos y rentas que tenía en Briviesca con carga de un aniversario», se inserta otro documento del 20 de diciembre de 1262 en el que Gómez, su esposa Mencía y Rodrigo Rodríguez de Saldaña, cuñado, hermana y sobrino de la abadesa Urraca Pérez, respectivamente, llegan a un acuerdo sobre una partición. La abadesa Urraca nombra como sus testamentarios a: Iohan Nunnez cuya parienta yo so. Et a doña Berenguela Lopez mi cormana e a doña Aldonza Perez mi hermana e a doña Iohanna Gomez mi sobrina con que yo heredo». 
Los hijos de este matrimonio fueron:
- Rodrigo Gómez de Manzanedo, mencionado por su padre en su testamento.[6]
- Juana Gómez de Manzanedo,[8] casada con el infante Luis de Castilla.[10][11] En 27 de septiembre de 1305, Juana, viuda del infante Luis, vendió la mitad que poseía en la villa de Briviesca —que yo he e auer deuo en la villa de Beruiesca (...) de don Gomez Royz, mio padre, e de donna Mençia, mi madre— a la infanta Blanca de Portugal.[12]
- Gonzalo Gómez de Manzanedo,[8] casado con Sancha Ibáñez de Guzmán, hija de Juan Pérez de Guzmán,[13] señor de Gumiel de Mercado, y de María Ramírez de Cifuentes, señora de Aviados. Una de sus hijas, Mencía de Manzanedo, señora de Castellanos, casó con Arias González de Cisneros y fueron los padres de Juan Rodríguez de Cisneros.[14] Este último casó con Mencía de Padilla, hija de Pedro López de Padilla, ballestero mayor del reino, y Teresa Ibáñez, hija de Juan Díez, primer señor de Frómista,[15] y fueron los padres, entre otros, de Mencía de Cisneros, casada con Garci Lasso Ruiz de la Vega, padres de Leonor Lasso de la Vega, que de su segundo matrimonio nació, entre otros, el marqués de Santillana.[11]
- Álvar Gómez de Manzanedo[8]
- Fernando Rodríguez de Manzanedo[8]

También pudieron ser los padres de Mencía Gómez, casada con Martín Alfonso Téllez de Meneses, hijo de Alfonso Téllez de Meneses, II señor de Meneses y I señor de Alburquerque, y de su segunda esposa, Teresa Sánchez, hija ilegítima del rey Sancho I de Portugal y de su amante, María Páez de Ribera, «la Riberiña». En su testamento, otorgado el 15 de junio de 1285, Martín Alfonso Téllez de Meneses menciona a su cuñado Gonzalo Gómez que le debe dinero sobre la heredad de Frechilla.